# Шканакин, Владимир Геннадьевич
Шканакин Владимир Геннадьевич (род. 20 марта 1935, Горький) – советский и российский военачальник, генерал-полковник авиации (24.10.1991). Кандидат военных наук (1992).

## Биография
Окончил среднюю школу в 1953 году. В 1953 году окончил Горьковскую спецшколу ВВС.
В Вооружённых Силах СССР с июля 1953 года. В 1955 году окончил 9-ю военную авиационную школу первоначального обучения лётчиков (г. Кустанай), в 1957 году – Сталинградское военно-авиационное училище лётчиков (несмотря на наименование, училище дислоцировалось в Новосибирске). Служил в строевых частях ВВС СССР. В 1968 году заочно окончил Военно-воздушную академию. Командовал авиационным полком, к конце 1970-х годов командовал 240-й истребительной авиационной дивизией в Одесском военном округе.
С 1979 года — заместитель командующего 5-й воздушной армией по боевой подготовке. С мая 1980 года — заместитель командующего ВВС Одесского военного округа по боевой подготовке.
С 1981 года — командующий ВВС 40-й общевойсковой армии. Активный участник Афганской войны, организовал авиационную поддержку войсковых операций ограниченного контингента советских войск в Афганистане. Лично выполнил 360 боевых вылетов на самолёте МиГ-21 и вертолёте Ми-8МТ. С 1982 года — заместитель командующего ВВС Прибалтийского военного округа.
В 1983 году окончил высшие академические курсы при Военной академии Генерального штаба Вооружённых Сил СССР имени К. Е. Ворошилова. С марта 1983 года — командующий ВВС Сибирского военного округа. С ноября 1984 года — командующий ВВС Краснознамённого Туркестанского военного округа, на этой должности вновь участвовал в Афганской войне, отвечая за обеспечение действий советской авиации в ДРА. В 1986 году окончил Военную академию Генерального штаба (заочно). С мая 1988 года по 1992 год — командующий 73-й воздушной армией.
С 1992 года служил помощником вице-президента Российской Федерации А. В. Руцкого по Вооружённым силам. С конца 1993 года в распоряжении министра обороны Российской Федерации. В 1992—1993 годах входил в состав Межведомственной комиссии по социальным вопросам военнослужащих и членов их семей. В июле 1994 года уволен в отставку.
Народный депутат СССР (1989-1991). Депутат Верховного Совета Узбекской ССР (1985-1991). С 1958 по 1991 год состоял в КПСС.

## Награды
- два ордена Красного Знамени
- орден Красной Звезды
- медали СССР
- орден Красного Знамени (Афганистан)
- медали Афганистана
- Заслуженный военный лётчик Российской Федерации (22.02.1993)[2]
- Премия Правительства Российской Федерации за значительный вклад в развитие Военно-воздушных сил (17.12.2012) — за организацию и руководство строительством и развитием Военно-воздушных сил на соответствующих командных должностях[3]